# Giving You The Best
Giving You The Best är ett musikalbum av Jennifer Brown utgivet 1994. Albumet var Browns debutalbum.

## Låtlista
1. "Loving Every Minute" - 3:47
2. "Put A Little Love In Your Life" - 4:12
3. "Heaven Come Down" - 4:03
4. "My Everything" - 4:26
5. "You Move Me" - 4:04
6. "Take A Piece Of My Heart" - 4:01
7. "Giving You The Best" - 4:14
8. "So Beautiful" - 3:43
9. "How Happy" - 4:32
10. "Throwing Good Love After Bad" - 4:08
11. "Can't Get Over You" - 4:51
12. "Don't Let It Go" - 4:43